# Yu-Gi-Oh! R
Yu-Gi-Oh! R (遊☆戯☆王 R, Yūgiō Āru, lit. "Rei dos Jogos R") é uma série de mangá escrita e ilustrada por Akira Ito e supervisionada por Kazuki Takahashi. É um spin-off do mangá original Yu-Gi-Oh de Takahashi, com muitos dos mesmos personagens em uma nova história, que se passa entre as sagas "Cidade das Batalhas" e a do "Mundo do Milênio". O significado de "R" no título é "Reverse". O mangá foi publicado pela Shueisha na revista V-Jump entre 2004 e 2007. Foi agrupado em cinco tankōbon entre 2005 e 2008,
e foi publicado na América do Norte pela Viz Media entre 2009 e 2010.

## Enredo
A trama de Yu-Gi-Oh R se passa após Marik Ishtar ser derrotado no arco "Cidade das Batalhas" do mangá original. Yugi Muto finalmente possui os três "Deuses Egípcios" em seu baralho. Porém, alguém invade o sistema central da Corporação Kaiba e essa pessoa se chama Yako Tenma, filho adotivo de Pégasus J. Crawford que quer se vingar de Yugi por ter derrotado seu pai. Ele pretende ressuscitar Pegasus e para isso ele sequestra Anzu. Yugi e seus amigos vão para a Kaiba Corporation resgatar Anzu e ao entrarem eles veem que Yakkou colocou um prêmio na cabeça de Yugi e o duelista que puder derrotá-lo ganha o prêmio. Yugi (Atem) vence e recupera as cartas.

## Novas cartas
Em Yu-Gi-Oh! R, o personagem Yako Tenma desenvolve 3 cartas para contra-atacar os 3 Deuses Egípcios de Yugi:
- The Wicked Avatar - Versão maligna de "O Dragão Alado de Rá". Assume o ATK do monstro mais forte em campo +100 pontos.
- The Wicked Dreadroot - Versão maligna de "Obelisco, o Atormentador". Quando esta carta está em campo faz com que os monstros do oponente tenha seus ATKs divididos por 2.
- The Wicked Eraser - Versão maligna de "Slifer, o Dragão do Céu". Ganha 1000 de ATK por cada carta na mão do oponente e se ele deixa o campo, todas as cartas do campo do oponente são eliminadas.